# Грот Сосруко
Грот Сосруко — Сосыр (черк. имя) къуэ (сын) сын Сосыра. археологический памятник в Эльбрусском районе Кабардино-Балкарии. Памятник является многослойным и позволяет изучать заселение региона в период эпипалеолита на разных этапах от ок. 17 до 9/10-11 тысяч лет назад

## Местоположение
Грот Сосруко расположен на правом берегу р. Баксан (долина р. Терек, бассейн Каспийского моря), на расстоянии менее 1 км от села Бедык Эльбрусского района Кабардино-Балкарии. Грот расположен в основании известнякового эскарпа. Относительная высота над уровнем р. Баксан — ок. 60 м. Абсолютная высота над уровнем моря — 890 м. Грот (или навес) Сосруко практически не выражен в эскарпе, а раскоп примыкает к скальному обрыву.

## История изучения
Грот был открыт и раскапывался в 1954—1957 гг. С. Н. Замятниным и П. Г. Акритас. Были вскрыты отложения на площади более 30 м². при мощности 12,5 м, ниже залегала толща крупного речного галечника 2-й террасы р. Баксан. В стратиграфической колонке памятника было выделено 7 культурных слоев, большинство из которых были отнесены С. Н. Замятниным и П. Г. Акритас к мезолиту и мощный нижний слой, датированный верхним палеолитом. Материалы были датированы на основании характеристики коллекций каменных изделий и отчасти данных по фауне.
С 2016 г. под руководством петербургского археолога Л. В. Головановой были возобновлены раскопки этого важного для понимания заселения территории Центрального Кавказа памятника, организованы междисциплинарные исследования. Впервые для стоянки получены серийные радиоуглеродные датировки. В результате исследований получены новые данные о культурных связях населения с соседними регионами в период эпипалеолита, палеогеографии, палеоэкологии, изменениях климата, палеонтологии и палеоботанике.

## Результаты исследований
Новые исследования грота Сосруко под руководством Л. В. Головановой позволили пересмотреть схему культурно-хронологической атрибуции каменных индустрий. Так, была поставлена под сомнение возможность относить материалы основных культурных слоев к мезолиту, в виду отсутствия критериев для выделения новой эпохи. В работах Л. В. Головановой большой акцент сделан на изучение хозяйственной специализации стоянок в разные периоды заселения грота древним человеком.
Культурные горизонты в гроте Сосруко отличаются хорошей сохранностью.
Каменные индустрии слоя 10 в гроте Сосруко, имеющие возраст 15-17 кал. тысяч лет назад, на сегодняшний день представляют самый ранний период заселения человеком современного вида территории Приэльбрусья после максимума последнего оледенения. Исследователи сообщают, что слой 10 изучен 23 горизонтами, из них около 10 жилых горизонтов, разделенных стерильными прослойками.
В слое 10, горизонт 2 была расчищена обкладка кострища камнями по кругу.
В 15-м горизонте слоя 10 была найдена створка раковины морского моллюска из семейства Cardiidae. Раковина сильно потерта и поломана уже в процессе эксплуатации. Данная раковина может происходить как из Черного, так и из Каспийского морей, однако в западном направлении подобные раковины не известны на одновременных стоянках. Зато в материалах стоянок, расположенных на юге Прикаспия подобные раковины были найдены. Исследователи предполагают, что подобная находка может косвенно указывать на контакты обитателей грота Сосруко с восточными территориями Прикаспия в период около 17-15 тысяч лет назад.

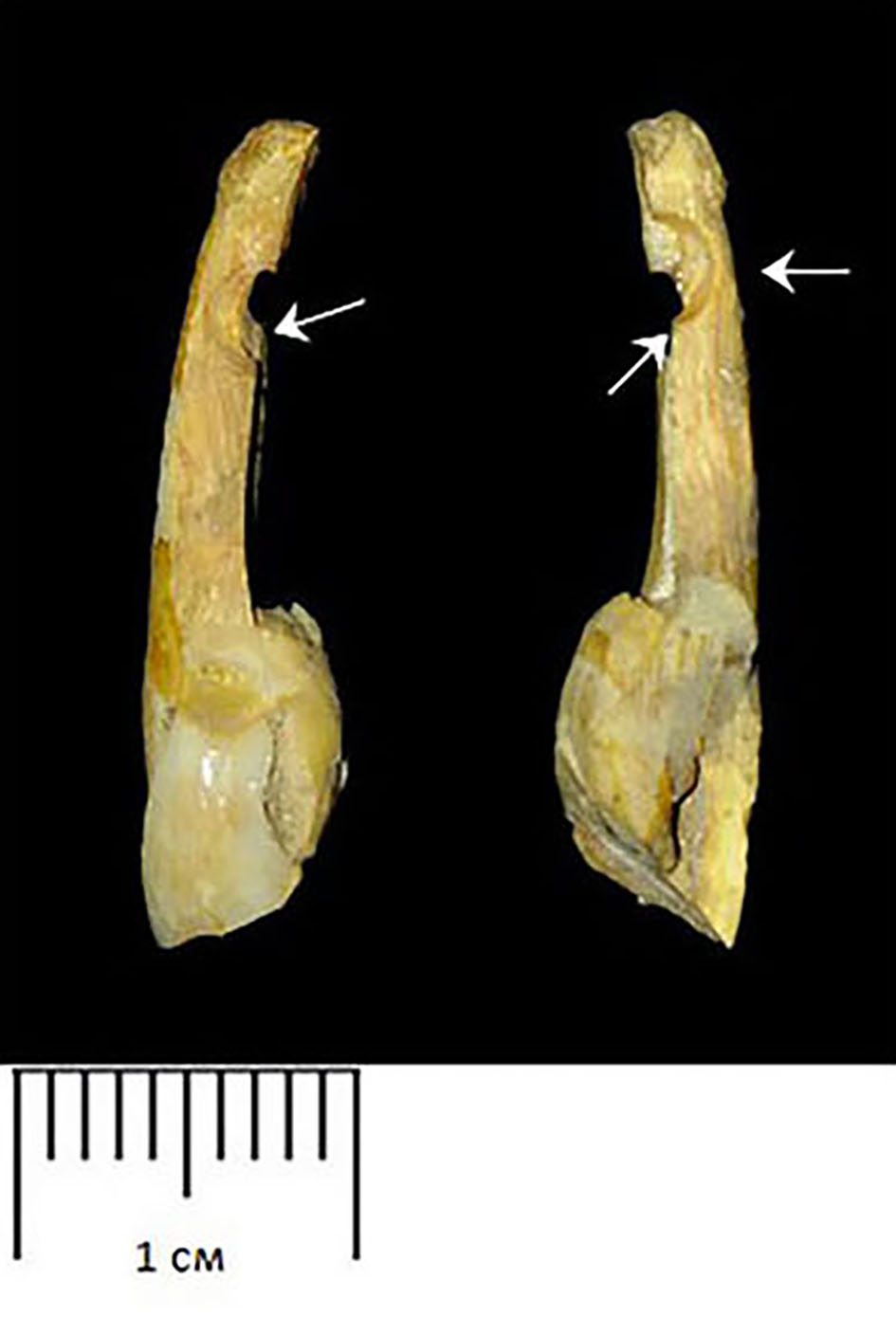
Подвеска из зуба копытного с отверстием, полученным с помощью биконического сверления, из слоя 7 (ок. 13 тысяч лет назад) грота Сосруко. Раскопки Л. В. Головановой

Климат в период накопления слоя 10 в гроте Сосруко (ок. 15-17 кал. тыс. лет назад) сначала был относительно сухой и прохладный (ближе к холодному), на верхних склонах долины р. Баксан произрастали хвойные леса. Ниже, в долине реки были развиты липово-вязовые деревья. На позднем этапе степень аридизации климата несколько возросла, сокращаются площади лиственных рощ вязово-липоватого состава, при одновременном распространении открытых пространств с густым травяным покровом. Среди фаунистических остатков в слое 10 доминируют кости горного козла (тура), найдены кости благородного оленя, дикого кабана. Отложения слоя 10 перекрыты слоем 9, в котором найдены пеплы андезитового состава.
Материалы слоев 8 и 7 позволяют оценить заселение территории Приэльбрусья в период 13-15 кал. тысяч лет назад. В этих слоях изучено несколько уровней активного обитания, которые представляют собой жилые горизонты, наполненные углем, охрой, изделиями из обсидиана и кремня. Большая часть изделий изготовлена из местного кремня и обсидиана из Заюковского источника этого вулканического сырья. Состав изделий находит полные аналогии в эпипалеолитических индустриях Северо-Западного Кавказа: в эпипалеолитическом слое 1-3 Мезмайской пещеры, горизонтах 3-5 Касожской пещеры, горизонтах 3-4 навеса Сатанай, эпипалеолитических индустриях стоянки Баранаха-4 и др.. Аналогии эпипалеолитическим индустриям Северо-Западного Кавказа прослеживаются не только в составе каменных индустрий, но и в украшениях. Так, в слое 7 в раскопках Л. В. Головановой найдена нашивка-бусина из раковины наземного моллюска с проколотым отверстием и подвеска из резца копытного животного с отверстием, полученным с помощью биконического сверления.
В слое 7 на новом участке раскопа археологами была изучена яма, заполненная охрой. Она имела глубину от 5 до 9 см и примыкала к скале.
В период накопления слоя 8 возрастает роль теплолюбивых древесных пород, увеличивается влажность. По мнению исследователей, данный этап может коррелироваться с межстадиалом беллинг (14-14.7 тыс. лет назад). В составе фауны в слое 8 доминирует горный козел (тур). Для слоя 7 предполагается доминирование прохладного и сухого климата. Растительность была представлена сосновым лесом на верхних склонах долины и ниже по склонам — березняками и грабинниками. Данный этап коррелируется с похолоданием средний дриас (около 13-13.5 тыс.л.н.). В составе фауны представлены серна, дикий кабан.
В слое 4, имеющем даты около 9-11,7 кал. тысяч лет назад, найдено большое количество раковин виноградных улиток. У всех раковин есть небольшой прокол сбоку. В фаунистической коллекции выделены кости серны и козлов. В составе индустрии преобладают изделия из кремня. Среди находок абсолютно доминируют пластины, пластинки и микропластинки. По данным исследований, в период образования слоя 4 в регионе преобладал сухой и теплый климат. Среди фаунистических остатков отмечены кости горного козла, благородного оленя, дикого кабана, леопарда.

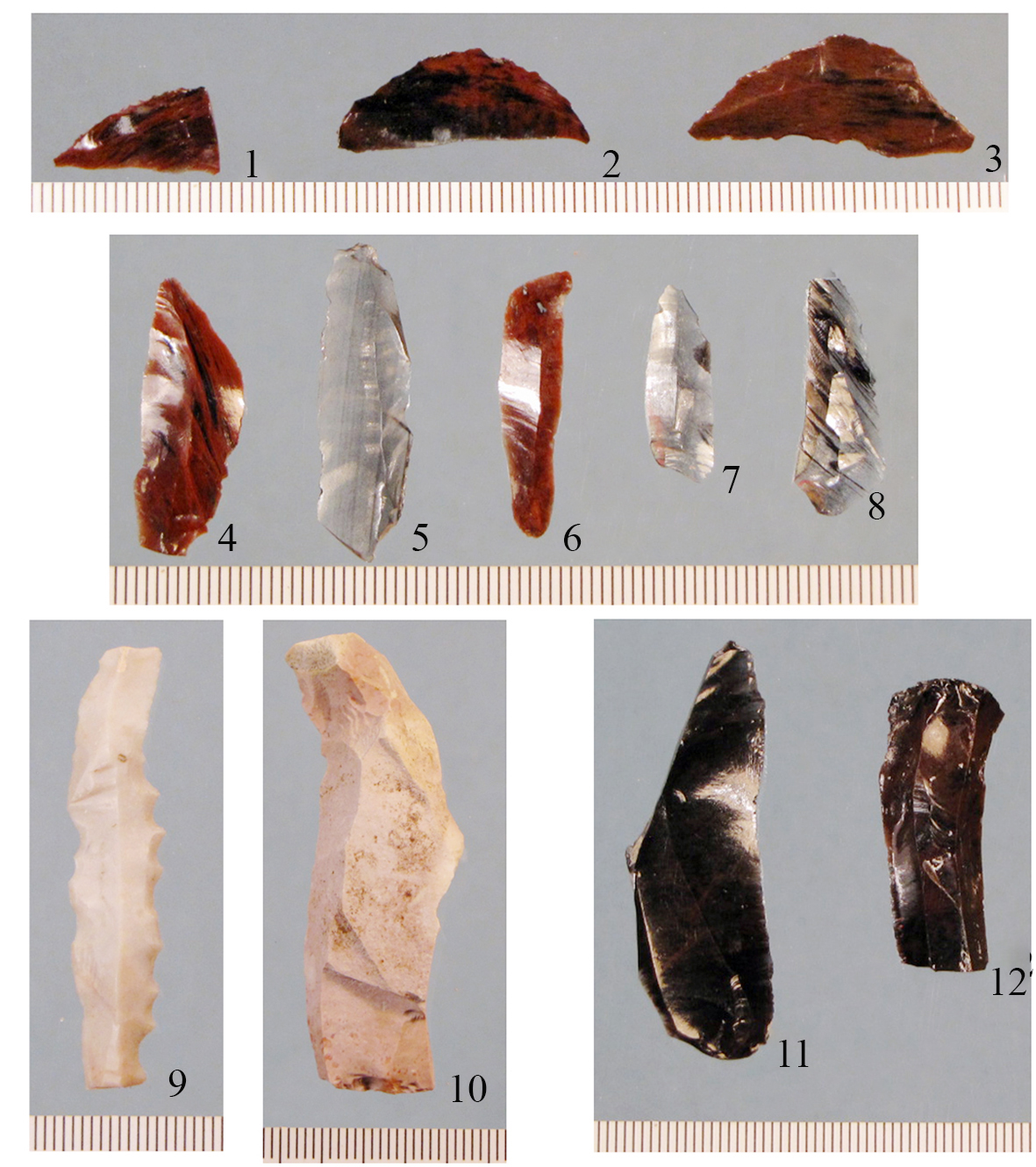
Кремневые и обсидиановые орудия из слоя 7 грота Сосруко